# Двоволосник шилоподібний
Двоволосник шилоподібний (Ditrichum subulatum) — вид мохів порядку дикранальних (Dicranales).

## Поширення
Батьківщиною є Європа.